# Karolína Erbašsko-Fürstenauská
Karolína Erbašsko-Fürstenauská (29. září 1700 – 7. května 1758) byla erbašsko-fürstenauskou hraběnkou a sňatkem sasko-hildburghausenskou vévodkyní. V letech 1745 až 1748 byla také sasko-hildburghausenskou regentkou.

## Život
Karolína se narodila jako dcera Filipa Karla Erbašsko-Fürstenauského a jeho manželky Šarloty Amálie z Kunowitz.
19. června 1726 se na zámku Fürstenau provdala za sasko-hildburghausenského vévodu Arnošta Fridricha II. Pár žil nejprve v Königsbergu, v Bavorsku, kde se narodil dědičný princ Karel Fridrich Arnošt. V roce 1730 nechal pro potěšení své manželky Arnošt Fridrich postavit palác, který nazval Karolínin zámek. V roce 1744 také rozšířil zámek Eisfeld, který byl stejně jako Wittum vyhrazen pro Karolínu.
Po manželově smrti v roce 1745 vládla jako regentka za svého nezletilého syna. V roce 1746 přijala opatření proti "potulným cikánům a žebrákům", v nichž byl možný i trest smrti. Také přepracovala trestní řád a zakázala prodej lén, alodiálních titulů nebo nemovitostí bez povolení panovníka. V řízení před Vrchním soudem, v němž sasko-meiningenské vévodství požadovalo okres Sonnefeld, které trvalo v letech 1743 až 1752, byla zastoupena utajeným Tajným radou Johannem Sebastianem Kobem von Koppenfels, který jí pomohl vyhrát případ.

## Potomci
- Arnošt Fridrich III. Sasko-Hildburghausenský (10. června 1727 – 23. září 1780), vévoda sasko-hildburghausenský,
⚭ 1749 Luisa Dánská (19. října 1726 – 8. srpna 1756)
⚭ 1757 Kristýna Žofie Šarlota Braniborsko-Bayreuthská (15. října 1733 – 8. října 1757)
⚭ 1758 Ernestina Sasko-Výmarská (4. ledna 1740 – 10. června 1786)
- Albrecht Fridrich August Sasko-Hildburghausenský (8. srpna 1728 – 14. června 1735)
- Evžen Sasko-Hildburghausenský (8. října 1730 – 4. prosince 1795), ⚭ 1778 Kristýna Žofie Karolína Sasko-Altenburská (4. prosince 1761 – 10. ledna 1790)
- Amálie Sasko-Hildburghausenská (21. července 1732 – 19. června 1799), ⚭ 1749 Ludvík Hohenlohe-Neuenstein-Oehringenský (23. května 1723 – 27. července 1805)